# 2022年白沙瓦清真寺襲擊
2022年白沙瓦清真寺襲擊事件，是指当地时间2022年3月4日，2名武装分子袭击巴基斯坦白沙瓦市的一座什叶派清真寺，其中1名武装分子被巴基斯坦警方当场击毙，其後1名武装分子则跑进清真寺引爆一枚炸弹，爆炸至少造成63人死亡，196人受伤。不久伊斯兰国声称为这次袭击负责。

## 背景
在20世纪末和21世纪初，巴基斯坦的宗派暴力和伊斯蘭主義非常猖狂。與之相關的暴力事件累計可能造成了超過數千人死亡。
當地的勢力甚至涉及到巴基斯坦塔利班运动、阿爾蓋達組織、羌城軍、伊斯兰军、執行先知法典運動、伊斯蘭國－呼羅珊省、以及其他犯罪武裝组织。
2004年，因應白沙瓦發生了許多重大襲擊，巴國已把事件升級為巴基斯坦西北部戰爭。
例如2009年10月28日白沙瓦爆炸案，至少造成了117人死亡。
2013年一年間，僅對什葉派清真寺的襲擊已造成至少14人死亡，僅對基督教教堂的襲擊已造成至少75人死亡。
隨後較大的襲擊又包括2014年的學校大屠殺和2015年對清真寺的另一次襲擊。
雖然這座城市在這次襲擊前的幾年相對和平，但在襲擊發生前幾個月，巴基斯坦和阿富汗邊境軍事哨所錄得的暴力事件已有顯著增加。
Kucha Risaldar是當地一個以什葉派為主的社區。這次襲擊的目標正是那裡的主要清真寺。那是該地區最古老的清真寺之一，甚至早於1947年巴基斯坦作為一個獨立國家建立之前。

## 襲擊經過
當地時間2022年3月4日12時55分，正值穆斯林的主麻日期間，1名身穿黑色衣服並手持手槍的男子與另外2名或3名人士乘坐机动黃包車抵達Kucha Risaldar清真寺附近。他獨自步行前往大樓在被清真寺外警察攔下後隨即向警方開火。打死1人並打傷1人 。他開了56槍。襲擊者便跑入了清真寺內，並引爆身上攜帶的炸彈。
爆炸物被他的大披肩和深色衣服隱藏起來。他進入清真寺的正殿，朝清真寺内正在进行禮拜的信徒们開火，清真寺的兩層樓内都有前来礼拜的信徒。幾秒後，他引爆一件約有150顆滾珠軸承和5（11磅）炸藥。強大的爆炸撕裂房間。一名目擊者聲稱，襲擊者在到達敏拜爾時引爆了炸藥；而警察總監說，襲擊者在到達第三排時引爆了炸藥。
最初至少有56至57人喪生，而另有196人受傷。一名警官認為，滾珠軸承造成的死亡人數最多，許多受害者的四肢被彈片撕爛。
死者中有祈禱領袖阿拉馬·伊爾沙德·侯賽因·哈利勒，他曾被美聯社描述為「一位傑出的年輕什葉派領袖」。受傷的軍官在襲擊者進入清真寺後死亡。
這是自7·13巴基斯坦炸彈襲擊事件伊斯蘭國在俾路支省馬斯通舉行的選舉集會爆炸事件以來巴基斯坦最致命的襲擊。

## 后果
受害者被送往雷丁夫人醫院，其中10人情況非常危急，57人死亡。醫院發言人第二天表示，至少37人仍需住院，其中至少4人情況危急，6人死亡，讓死亡人數達到了63人。
2022年3月5日，伊斯蘭國呼羅珊省通過阿馬克新聞社聲稱對這次襲擊負責，並將自殺式炸彈襲擊者確定為 Julaybib al-Kabli。
在第二天的新聞發布會上，安全官員稱這是化名，並指認他是省首席部長特別助理穆罕默德·阿里·賽義夫。官員們說，他的父母此前曾報告他失踪，他們懷疑他加入伊斯蘭國。
聯邦信息和廣播部長Fawad Chaudhry表示，已成立三個調查組來調查這起襲擊事件，省政府發言人在3月5日告訴記者，人力車司機已被捕。
2022年3月4日晚上和第二天早上，在Kohati Gate為24名受害者舉行了葬禮。數百人參加了葬禮。葬禮受到嚴格的安保，警方出動包括嗅探犬和什葉派社區自身的安保人員進行的搜身。什葉派社區在襲擊前感到政府對安全過於鬆懈，要求提供更好的保護，並在3月4日晚上組織了全國範圍的抗議活動，以譴責襲擊事件。

## 各方反應

### 巴基斯坦政府
巴基斯坦總理伊姆蘭·艾哈邁德·汗·尼爾茲對清真寺襲擊事件表示譴責，並表示正親自監督事態發展並協調相關機構。
內政部長謝赫拉希德艾哈邁德譴責這次襲擊，並將其描述為在澳大利亞國家板球隊二十四年來首次訪問該國期間製造不穩定的陰謀的一部分。由于历史安全问题，包括2009 年斯里兰卡国家板球队遭到袭击，国际赛事改为在阿拉伯联合酋长国举行。巴基斯坦在袭击前不久再次开始主办，这发生在巡回赛开幕测试赛数小时后。
外交部长沙阿·马哈茂德·库雷希声称，他知道谁应对袭击负责，谁向袭击者提供武器和资源，意图破坏巴基斯坦的稳定。乔杜里将这次袭击描述为“一个大阴谋”的一部分在 Twitter 上发表声明反对该国。

### 其他
开伯尔-普赫图赫瓦省律师委员会于 3 月 5 日宣布在该省所有法院举行罢工，以声援受害者。
巴基斯坦教会的阿扎德·马歇尔谴责这次袭击，并敦促政府更好地保护和保护宗教自由，他将其描述为“基本的道德和法律责任”。

### 国际谴责
联合国驻巴基斯坦协调员和人道主义协调员和安理会谴责了这次袭击。  它还受到埃及、 伊朗、 沙特阿拉伯、 阿拉伯联合酋长国、 和美国政府的谴责。 阿富汗塔利班政府也通过发言人扎比胡拉·穆贾希德谴责了这次袭击。 中國國家主席習近平和總理李克強也就事件向巴基斯坦總統和總理致了慰問電。

### 个人谴责
包括坎特伯雷大主教贾斯汀·韦尔比。